# Jutschjugei
Jutschjugei (russisch Ючюгей, auch Jutschugej oder Yuchugey transkribiert; jakutisch Үчүгэй/Üčügej) ist ein Ort im Osten der russischen Teilrepublik Sacha (Jakutien) in Nordostsibirien. Jutschjugei hat 322 Einwohner (Stand 14. Oktober 2010). Dabei handelt es sich vor allem um Jakuten und Ewenen. Ferner leben im Umkreis des Dorfes etwa 6000 Rentiere (Stand 2008). Das Gebiet ist von fünf, sechs Meter hohen Lärchen bewachsen. Der Name Jutschjugei bedeutet auf Jakutisch „das Gute“.

## Geographie
Jutschjugei liegt etwa 600 km östlich der Großstadt Jakutsk im Hochland des Suntar-Chajata-Gebirges und etwa 35 km südwestlich von Oimjakon. Der Ort befindet sich südlich der Kolyma-Trasse. Sie erlangte als „Straße des Todes“ traurige Berühmtheit, weil bei ihrem Bau zu Stalins Zeiten etwa 200.000 Häftlinge ums Leben kamen.
Jutschjugei gehört zum Ulus Oimjakon und befindet sich etwa 150 km Luftlinie südsüdwestlich von dessen Verwaltungszentrum Ust-Nera. Das Dorf ist Sitz der Landgemeinde (selskoje posselenije) Jutschjugeiski nasleg, zu der außerdem das 80 km (per Straße 94 km) westlich gelegene Dorf Kjubeme gehört, das 2001 noch 30, 2010 keine ständigen Einwohner mehr hatte.

## Klima
Genau wie der Ort Oimjakon liegt Jutschjugei über 2900 km vom Nordpol entfernt, liegt aber ca. 200 m höher. Auch in Jutschjugei misst man im Winter sehr tiefe Temperaturen. Verantwortlich dafür sind die kontinentale Lage des Ortes, die Höhe und ein weites, von Bergen umgebenes Tal, das die eisige Luft speichert. Im Gegensatz dazu kann es im Sommer über 30 Grad Celsius heiß werden, wodurch die Jahresmitteltemperatur relativiert wird. 
Seit Januar 2008 messen zwei Wetterstationen des Wetterdienst-Unternehmen Meteomedia die Temperaturen in Jutschjugei. Später kam die niederländische Wetterfirma MeteoVista B.V. mit ihren Messungen dazu. Aussagekräftige Durchschnittstemperaturen können demnach erst in einigen Jahrzehnten erwartet werden. 